# Talang Lembak
Talang Lembak is een bestuurslaag in het regentschap Bengkulu Utara van de provincie Bengkulu, Indonesië. Talang Lembak telt 328 inwoners (volkstelling 2010).